# Campeonato Europeo de Lucha de 1997
El XLIX Campeonato Europeo de Lucha se celebró en el año 1997 en dos sedes distintas. Las competiciones de lucha grecorromana en Kouvola (Finlandia) y las de lucha libre masculina y femenina en Varsovia (Polonia). Fue organizado por la Federación Internacional de Luchas Asociadas (FILA) y las correspondientes federaciones nacionales de los países sedes respectivos.

## Resultados

### Lucha grecorromana masculina
| Evento | Oro                         | Plata                              | Bronce                           |
| ------ | --------------------------- | ---------------------------------- | -------------------------------- |
| 54 kg  | Dariusz Jabłoński · Polonia | Farjat Magueramov · Bielorrusia    | Oleg Nemchenko · Rusia           |
| 58 kg  | Karen Mnatsakanian Armenia  | Djamel Ainaoui Francia             | Ergüder Bekişdamat Turquía       |
| 63 kg  | Nikolai Monov · Rusia       | Şeref Eroğlu Turquía               | Akaki Chachua Georgia            |
| 69 kg  | Alexandr Tretiakov · Rusia  | Guiorgui Dzhindzhelashvili Georgia | Rustam Adzhy · Ucrania           |
| 76 kg  | Torbjörn Kornbakk · Suecia  | Marko Asell · Finlandia            | Yvon Riemer Francia              |
| 85 kg  | Hamza Yerlikaya Turquía     | Thomas Zander · Alemania           | Aleksandar Jovančević Yugoslavia |
| 97 kg  | Hakkı Başar Turquía         | Anatoli Fedorenko · Bielorrusia    | Konstantinos Thanos · Grecia     |
| 125 kg | Serguei Mureiko Bulgaria    | Juha Ahokas · Finlandia            | Alexandr Bezruchkin · Rusia      |

### Lucha libre masculina
| Evento | Oro                           | Plata                         | Bronce                        |
| ------ | ----------------------------- | ----------------------------- | ----------------------------- |
| 54 kg  | Olexandr Zajaruk · Ucrania    | Namiq Abdullayev Azerbaiyán   | Mevlana Kulaç Turquía         |
| 58 kg  | Davit Pogosian Georgia        | Tadeusz Kowalski · Polonia    | Murad Umajanov · Rusia        |
| 63 kg  | Magomed Azizov · Rusia        | Elbrus Tedeyev · Ucrania      | Serafim Barzakov Bulgaria     |
| 69 kg  | Arayik Guevorguian Armenia    | Yüksel Şanlı Turquía          | Zaza Zazirov · Ucrania        |
| 76 kg  | Buvaisar Saitiyev · Rusia     | Alexander Leipold · Alemania  | Kamil Kocaoğlu Turquía        |
| 85 kg  | Jadzhimurad Magomedov · Rusia | Nicolae Ghiță · Rumania       | Davyd Bichinashvili · Ucrania |
| 97 kg  | Eldar Kurtanidze Georgia      | Marek Garmulewicz · Polonia   | Arawat Sabejew · Alemania     |
| 125 kg | David Musulbes · Rusia        | Alexei Medvedev · Bielorrusia | Sven Thiele · Alemania        |

### Lucha libre femenina
| Evento | Oro                              | Plata                         | Bronce                      |
| ------ | -------------------------------- | ----------------------------- | --------------------------- |
| 46 kg  | Farah Touchi Francia             | Mette Barlie · Noruega        | Lidiya Karamchakova · Rusia |
| 51 kg  | Yelena Yegoshina · Rusia         | Tanja Sauter · Alemania       | Angélique Berthenet Francia |
| 56 kg  | Anna Gomis Francia               | Lene Aanes · Noruega          | Sara Eriksson · Suecia      |
| 62 kg  | Nikola Hartmann-Dünser · Austria | Natalia Vinogradova · Rusia   | Lise Legrand Francia        |
| 68 kg  | Anna Udycz · Polonia             | Nina Englich · Alemania       | Nina Strasser · Austria     |
| 75 kg  | Monika Kowalska · Polonia        | Tetiana Komarnytska · Ucrania | Anna Shamova · Rusia        |

## Medallero
| Núm. | País        | Oro | Plata | Bronce | Total |
| ---- | ----------- | --- | ----- | ------ | ----- |
| 1    | Rusia       | 7   | 1     | 5      | 13    |
| 2    | Polonia     | 3   | 2     | 0      | 5     |
| 3    | Turquía     | 2   | 2     | 3      | 7     |
| 4    | Francia     | 2   | 1     | 3      | 6     |
| 5    | Georgia     | 2   | 1     | 1      | 4     |
| 6    | Armenia     | 2   | 0     | 0      | 2     |
| 7    | Ucrania     | 1   | 2     | 3      | 6     |
| 8    | Austria     | 1   | 0     | 1      | 2     |
| 8    | Bulgaria    | 1   | 0     | 1      | 2     |
| 8    | Suecia      | 1   | 0     | 1      | 2     |
| 11   | Alemania    | 0   | 4     | 2      | 6     |
| 12   | Bielorrusia | 0   | 3     | 0      | 3     |
| 13   | Finlandia   | 0   | 2     | 0      | 2     |
| 13   | Noruega     | 0   | 2     | 0      | 2     |
| 15   | Azerbaiyán  | 0   | 1     | 0      | 1     |
| 15   | Rumania     | 0   | 1     | 0      | 1     |
| 17   | Grecia      | 0   | 0     | 1      | 1     |
| 17   | Yugoslavia  | 0   | 0     | 1      | 1     |
|      | TOTAL       | 22  | 22    | 22     | 66    |